# 泰國馬來人
泰國馬來人（爪夷文: ملايو تاي, 亞維語: Oré Nayu, Jawi or Bangso Yawi），是一個泰國術語，用來指生活在泰国的马来人。總人口估計190萬。泰国也是马来人第三集中的国家，大多數馬來人都集中在南部省份陶公府，北大年府，也拉府，宋卡府和沙敦府。
他们生活在这里因之前是独立的北大年王国，他们因宗教原因与泰国主流社会格格不入，与马来西亚较親近。另一方面，馬來民族在沙敦較少傾向於分裂。
沙敦的马来人称讪讪，是马来人与泰人的混血。他们信仰伊斯兰教但接受泰国文化，形成沙敦府的大部分人口。在马来西亚霹靂州也有他们。

## 語言
大多數泰國馬來人使用亞維語 （亞維語: Baso Yawi/Pattani），但並不是全部的泰國馬來人都使用亞維語，在泰國中部曼谷附近的馬來族群使用曼谷馬來語（曼谷馬來語： Bangkok Melayu/Nayu）。亞維語、曼谷馬來語和吉打馬來語彼此為相關語言，但有部分地仍然不一樣。

### 書寫文字
隨著伊斯蘭教傳入東南亞，馬來人便使用了被稱為爪夷文的阿拉伯字母書寫。與其他馬來世界國家（馬來西亞、印度尼西亞、新加坡）不同，泰國馬來人社群依然使用爪夷文來書寫，而其他馬來世界國家使用拉丁字母日漸增多，而使用爪夷文比率逐漸下降。

## 宗教
絕大多數泰國馬來人為沙斐儀派穆斯林，以伊斯蘭教信仰來表態種族的身份；有一些泰國馬來人和泰族同化而信佛教。